# Coppa Italia 2000-2001 (pallamano maschile)
La Coppa Italia di pallamano 2000-2001 è stata la 16ª edizione del torneo annuale organizzato dalla Federazione Italiana Gioco Handball.

Alla competizione parteciparono le quattordici squadre della Serie A1 2000-2001.

Il torneo fu vinto, per la quinta volta nella sua storia, dalla Pallamano Trieste.

## Formula
La coppa Italia 2000-2001 fu così strutturata:
- Primo turno: a questo turno parteciparono le dodici squadre classificate dal 3º al 14º posto della Serie A2 1999-2000 le quali furono divise in quattro gironi da tre club ciascuno e fu disputato con la formula del girone all'italiana di sola andata.
- Secondo turno: a questa fase parteciparono le quattro vincitrici dei gironi della fase precedente più le prime due classificate della Serie A2 1999-2000 per un totale di sei club; si disputarono due gironi da tre squadre ciascuno con la formula del girone all'italiana di sola andata.
- Final Four: a questa fase parteciparono le prime due squadre di ciascun girone del turno precedente; le final four vennero disputate in sede unica con la formula dell'eliminazione diretta con partite di sola andata.

## Squadre partecipanti
| Club           | Città                 | Palasport               | Sponsor        | Stagione 1999-2000          |
| -------------- | --------------------- | ----------------------- | -------------- | --------------------------- |
| Ortigia        | Siracusa              | Pala Lo Bello           |                | 12ª in Serie A1             |
| Bologna 1969   | Bologna               | PalaSavena              |                | 5ª in Serie A1              |
| Conversano     | Conversano (BA)       | Pala San Giacomo        | Papillon       | 8ª in Serie A1              |
| Haenna         | Enna                  | Palasport di Enna       | ACSI           | 9ª in Serie A1              |
| Mazara         | Mazara del Vallo (TP) | Pala Affacciata         |                | 1ª in Serie A2 - Girone B   |
| Modena         | Modena                | Pala Molza              | Gammadue       | 6ª in Serie A1              |
| Prato          | Prato                 | Pala Consiag            | Al.Pi.         | 2ª in Serie A1              |
| Rubiera        | Rubiera (RE)          | Pala Bursi              | Arag           | 3ª in Serie A1              |
| Trieste        | Trieste               | Pala Chiarbola          | Coop Essepiù   | Campione d'Italia 1999-2000 |
| Junior Fasano  | Fasano (BR)           | Palestra Zizzi          |                | 13ª in Serie A1 (Ripescato) |
| Meran          | Merano (BZ)           | Centro Carlo Wolf       | Torggler Group | 7ª in Serie A1              |
| Brixen         | Bressanone (BZ)       | Palasport di Bressanone | Forst          | 4ª in Serie A1              |
| Tassina Rovigo | Rovigo                | Palasport di Rovigo     | San Leopoldo   | 1ª in Serie A2 - Girone A   |
| Mordano        | Mordano (BO)          | Palasport di Mordano    | Eurovo         | 10ª in Serie A1             |

## Primo turno

### Girone A
|  | Pos. | Squadra       | Pt | G | V | N | P | GF | GS | DR  |
|  | ---- | ------------- | -- | - | - | - | - | -- | -- | --- |
|  | 1.   | Meran         | 6  | 2 | 2 | 0 | 0 | 57 | 42 | +15 |
|  | 2.   | Bologna 1969  | 3  | 2 | 1 | 0 | 1 | 69 | 42 | +27 |
|  | 3.   | Junior Fasano | 0  | 2 | 0 | 0 | 2 | 37 | 79 | -42 |

| San Lazzaro di Savena 15 settembre 2000 | Bologna 1969 | 22 – 25 | Black Devils |  |

| San Lazzaro di Savena 16 settembre 2000 | Black Devils | 32 – 20 | Junior Fasano |  |

| San Lazzaro di Savena 17 settembre 2000 | Junior Fasano | 17 – 47 | Bologna 1969 |  |

### Girone B
|  | Pos. | Squadra | Pt | G | V | N | P | GF | GS | DR  |
|  | ---- | ------- | -- | - | - | - | - | -- | -- | --- |
|  | 1.   | Modena  | 6  | 2 | 2 | 0 | 0 | 54 | 34 | +20 |
|  | 2.   | Mazara  | 3  | 2 | 1 | 0 | 1 | 46 | 49 | -3  |
|  | 3.   | Mordano | 0  | 2 | 0 | 0 | 2 | 38 | 55 | -17 |

| Modena 15 settembre 2000 | Modena | 26 – 17 | Mordano |  |

| Modena 16 settembre 2000 | Mordano | 21 – 29 | Mazara |  |

| Modena 17 settembre 2000 | Mazara | 17 – 28 | Modena |  |

### Girone C
|  | Pos. | Squadra    | Pt | G | V | N | P | GF | GS | DR  |
|  | ---- | ---------- | -- | - | - | - | - | -- | -- | --- |
|  | 1.   | Brixen     | 6  | 2 | 2 | 0 | 0 | 71 | 43 | +28 |
|  | 2.   | Conversano | 3  | 2 | 1 | 0 | 1 | 52 | 59 | -7  |
|  | 3.   | Haenna     | 0  | 2 | 0 | 0 | 2 | 42 | 63 | -21 |

| Bressanone 15 settembre 2000 | Brixen | 35 – 25 | Conversano |  |

| Bressanone 16 settembre 2000 | Conversano | 27 – 24 | Haenna |  |

| Bressanone 17 settembre 2000 | Haenna | 18 – 36 | Brixen |  |

### Girone D
|  | Pos. | Squadra        | Pt | G | V | N | P | GF | GS | DR  |
|  | ---- | -------------- | -- | - | - | - | - | -- | -- | --- |
|  | 1.   | Rubiera        | 6  | 2 | 2 | 0 | 0 | 55 | 27 | +28 |
|  | 2.   | Tassina Rovigo | 3  | 2 | 1 | 0 | 1 | 37 | 44 | -7  |
|  | 3.   | Ortigia        | 0  | 2 | 0 | 0 | 2 | 25 | 46 | -21 |

| Rubiera 15 settembre 2000 | Rubiera | 31 – 15 | Tassina Rovigo |  |

| Rubiera 16 settembre 2000 | Tassina Rovigo | 22 – 13 | Ortigia |  |

| Rubiera 17 settembre 2000 | Ortigia | 12 – 24 | Rubiera |  |

## Secondo turno

### Girone A
|  | Pos. | Squadra | Pt | G | V | N | P | GF | GS | DR |
|  | ---- | ------- | -- | - | - | - | - | -- | -- | -- |
|  | 1.   | Meran   | 4  | 2 | 1 | 1 | 0 | 54 | 50 | +4 |
|  | 2.   | Trieste | 3  | 2 | 1 | 0 | 1 | 51 | 54 | -3 |
|  | 3.   | Brixen  | 1  | 2 | 0 | 1 | 1 | 46 | 47 | -1 |

| Trieste 22 settembre 2000 | Trieste | 24 – 23 | Brixen |  |

| Trieste 23 settembre 2000 | Brixen | 23 – 23 | Black Devils |  |

| Trieste 24 settembre 2000 | Black Devils | 31 – 27 | Trieste |  |

### Girone B
|  | Pos. | Squadra | Pt | G | V | N | P | GF | GS | DR |
|  | ---- | ------- | -- | - | - | - | - | -- | -- | -- |
|  | 1.   | Rubiera | 4  | 2 | 1 | 1 | 0 | 46 | 42 | +4 |
|  | 2.   | Prato   | 4  | 2 | 1 | 1 | 0 | 41 | 38 | +3 |
|  | 3.   | Modena  | 0  | 2 | 0 | 0 | 2 | 36 | 43 | -7 |

| Prato 22 settembre 2000 | Prato | 19 – 16 | Modena |  |

| Prato 23 settembre 2000 | Modena | 20 – 24 | Rubiera |  |

| Prato 24 settembre 2000 | Rubiera | 22 – 22 | Prato |  |

## Final Four
Le final four del torneo si sono svolte a Rubiera dal 31 ottobre al 1º novembre del 2000.

### Semifinali
| Squadra 1 | Squadra 2 | Risultato                |
| --------- | --------- | ------------------------ |
| Rubiera   | Trieste   | Rubiera, 31 ottobre 2000 |
| Rubiera   | Trieste   | 21 - 22                  |
| Prato     | Meran     | Rubiera, 31 ottobre 2000 |
| Prato     | Meran     | 26 - 28                  |

### Finale
| Squadra 1 | Squadra 2 | Risultato                 |
| --------- | --------- | ------------------------- |
| Trieste   | Meran     | Rubiera, 1º novembre 2000 |
| Trieste   | Meran     | 28 - 23                   |